# André Calmettes
André Calmettes (Parigi, 18 agosto 1861 – 1942) è stato un attore e regista francese del cinema muto.

## Biografia
Diplomato al conservatorio, Calmettes esordì in teatro nel 1886 all'Odeon di Parigi con il Don Giovanni di Molière. Nel 1889 assunse la direzione del teatro di Sarah Bernhardt.
Nel 1908 divenne direttore artistico della Le Film d'Art dei fratelli Lafitte. In quello stesso anno Calmettes diresse il film L'Assassinat du duc de Guise, alla quale fece comporre un accompagnamento sonoro in sala al musicista Camille Saint-Saëns.
In tre anni, dal 1909 al 1912 girò film con un modello più vicino a quello teatrale con attori già celebri sul palcoscenico come Sarah Bernhardt, Gabrielle Réjane, Mounet-Sully, e con adattamenti di opere letterarie, soprattutto quelle di William Shakespeare e Honoré de Balzac, in collaborazione con Henri Pouctal.
A partire dal 1913, si dedicò nuovamente al teatro e non apparve più al cinema come attore, ma riapparve nel 1923 nel film Le petite chose di André Hugon.

## Filmografia parziale

### Attore
- Le Petit Chose, regia di André Hugon (1923)
- La Closerie des Genets, regia di André Liabel (1924)

### Regista
- Britannicus (1908)
- L'Assassinat du duc de Guise (1908) - co-regia con Charles Le Bargy
- Un duel sous Richelieu (1908)
- Il bacio di Giuda ( Le Baiser de Judas; 1909) - co-regia con Armand Bour
- Il ritorno di Ulisse (Le retour d'Ulysse ; 1909) - co-regia con Charles Le Bargy
- Macbeth (Macbeth; 1909)
- Rigoletto  (Rigoletto; 1909)
- La fin de la royauté (1910)
- Oedipe roi (1910)
- Quo vadis? (Au temps des premiers chrétiens; 1910)
- Gesù di Nazareth (Jésus de Nazareth; 1911)
- Le colonel Chabert, co-regia di Henri Pouctal (1911)
- La Dame aux camélias (1912) - co-regia con Henri Pouctal
- Riccardo III (Richard III; 1912) - co-regia con James Keane